# هارمودیو آریاس مادرید
هارمودیو آریاس مادرید (انگلیسی: Harmodio Arias Madrid; زاده ۳ ژوئیهٔ ۱۸۸۶ – درگذشته ۲۳ دسامبر ۱۹۶۲) سیاست‌مدار اهل پاناما بود. وی دو بار از ۳ ژانویه ۱۹۳۱ تا ۱۶ ژانویه ۱۹۳۱ و سپس از ۵ ژوئن ۱۹۳۲ تا ۱ اکتبر ۱۹۳۶ رئیس‌جمهور پاناما بود.
هارمودیو آریاس مادرید در ۲۳ دسامبر ۱۹۶۲، در سن ۷۶ سالگی در ایالات متحده آمریکا درگذشت.